# Vieri Tosatti
Vieri Tosatti   (Roma, 2 de novembre de 1920 - Roma, 22 de març de 1999) va ser un compositor italià de música contemporània.

## Biografia
Va començar els seus estudis amb Cesare Dobici, Carlo Jachino i Goffredo Petrassi, graduant-se el 1942 en piano i composició. Entre 1942 i 1944 va assistir al curs superior de composició a l'"Accademia Nazionale di Santa Cecilia" amb Ildebrando Pizzetti.
És conegut sobretot per les seves obres, entre les quals Il sistema della dolcezza (1948), basada en el conte El sistema del Dr. Tarr i el professor Fether d'Edgar Allan Poe, i Partita a pugni (8 de setembre de 1953) que tracta sobre un combat de boxa i la primera representació de la qual va tenir lloc al Teatro La Fenice de Venècia amb Rolando Panerai i Agostino Lazzari dirigits per Nino Sanzogno i regits Enrico Colosimo. La seva producció musical també inclou música de cambra i obres simfòniques i corals, així com moltes obres primerenques i inèdites.
També és autor de dos llibres de contes: Altri paesi (1973-1974) i Nostre avventure (1980), d'un recull d'assajos: Capitoli scorpagni (1978-1979), d'un recull de poemes en alemany amb traducció italiana: Ausgewählte Gedichte (1988) i d'una novel·la fantàstica: Principe azzurro (1983), aquesta última recentment reeditada.
Entre els seus nombrosos alumnes podem citar els compositors Alessandro Cusatelli, Michele Dall'Ongaro, Piero Caraba, Federico Biscione, Daniele Corsi i Andrea Riderelli.
Els enregistraments històrics, les partitures i les partitures completes i tots els materials originals de Tosatti es poden consultar a la Bibliomediateca de l'"Accademia Nazionale di Santa Cecilia, "a la "Città della Musica de Roma."
Actualment (2020) moltes de les obres musicals del mestre estan disponibles en línia; el seu fill Valentino s'encarrega de la creació d'una Fundació Tosatti.